# 4017 Disneya
4017 Disneya је астероид главног астероидног појаса са средњом удаљеношћу од Сунца која износи 2,585 астрономских јединица (АЈ).
Апсолутна магнитуда астероида је 13,0.